# 龍陽縣 (順陽)
龍陽縣是北魏太和十七年置所置的一個縣，屬廣州順陽郡。當在今河南省臨汝縣境。西魏任順陽郡守者見《魏故廣州別駕襄城順陽郡守寇君墓志》。